# Eberhard Horst
Eberhard Horst (Düsseldorf, 1º febbraio 1924 – Gröbenzell, 15 febbraio 2012) è stato uno scrittore tedesco.

## Biografia
Laureato in lettere e filosofia all'Università di Monaco di Baviera, dal 1956 lavorò come scrittore free-lance e critico letterario e teatrale, poi si fece un nome come autore di libri di viaggi. Il suo primo successo in campo letterario è del 1975, con il saggio storico "Friedrich, der Staufer" (tradotto in italiano con il titolo "Federico II di Svevia"), pubblicato in Germania da Claassen Verlag, che raggiunse in breve tempo le 80 000 copie vendute nell'edizione originale.
In seguito pubblicò altre opere di carattere storico, soprattutto biografie. Fu tra i fondatori dell'associazione scrittori tedeschi. Fu anche membro del PEN Club e dell'Accademia europea delle scienze e delle arti. Anche suo figlio Titus lavora nel mondo del teatro.
Dal 1958 visse a Gröbenzell, vicino a Monaco, dove morì nel 2012.

## Opere
- (DE) Christliche Dichtung und moderne Welterfahrung: zum epischen Werk Elisabeth Langgässers, 1956.
- (DE) Sizilien, 1964- Nuova ed. 1990.
- (DE) Venedig, 1967 - Nuova ed. 1982.
- (DE) 15mal Spanien, 1973.
- Federico II di Svevia. L'unico genio fra i sovrani tedeschi (Friedrich der Staufer, 1975; nuova ed. 1997), traduzione di Giovanna Solari, Collana Biografie, Milano, Rizzoli, 1981. - BUR, Milano, 1994.
- (DE) Südliches Licht, Düsseldrof, Claassen, 1978.
- Cesare. La vita dell'uomo divenuto il simbolo del potere (Caesar, 1980), traduzione di Augusto Guida, Collana Biografie, Milano, Rizzoli, 1982.
- (DE) Geh ein Wort weiter, Düsseldorf, Claassen, 1983.
- Costantino il Grande (Konstantin der Große, 1984), traduzione di Umberto Gandini, Milano, Rusconi, 1987. -Bompiani, Milano, 2009
- (DE) Die kurze Dauer des Glücks, Düsseldorf, Claassen, 1987.
- (DE) Die spanische Trilogie. Isabella, Johanna, Teresa, Düsseldorf, Claassen, 1989 - nuova ed. 1996.
- (DE) Der sizilianische Brunnen, Stuttgart, Urachhaus, 1991.
- (DE) Die Haut des Stiers, München, List, 1992.
- (DE) Im Licht des Südens, Hildesheim, Claassen, 1994.
- (DE) Geliebte Theophanu, München, List, 1995 - nuova ed. Rowohlt, 2004. [romanzo storico]
- (DE) Der Sultan von Lucera, München, Edition Avicenna, 1997 - nuova ed. 2009.
- (DE) Der Maulwurffänger, Verlag St. Michaelsbund, 2000.
- (DE) Hildegard von Bingen, München, Ullstein, 2002.
- (DE) Heloisa und Abaelard, München, Claassen, 2004.